# God of War (serie de jocuri video)

God Of War este o serie de jocuri lansată exclusiv pentru consolele PlayStation și bazată pe mitologia greacă. Ea a apărut cu primul său joc: „God of War”, din anul 2005, el a debutat la titlul de cel mai bun joc al anului acela. Această selecție a avut loc la E3 2004, datorită faptului că jocul a avut un mare succes la vremea aceea a câstigat acest titlu, el având incă doi succesori. God of War II a debutat la titlul de cel mai bun joc al anului „2007”, deoarece avea un succes de proportii mari a fost ales drept castigătorul titlului. Jocul este o capodoperă grafică, el având un motor grafic de inaltă definitie cu influențe 3D din toate unghiurile, cu o animație puternic randată și cu efecte grafice excepționale (umbre, lumini, pete de sânge etc.). Acțiunea jocului are loc în Grecia Antică, iar motivul central al jocului este răzbunarea. Jucătorul poate lua controlul lui Kratos, un războinic spartan care îi servea pe Cei Doisprezece Olimpieni. Seria este disponibilă pentru platformele PS2, PS3 și PSP.

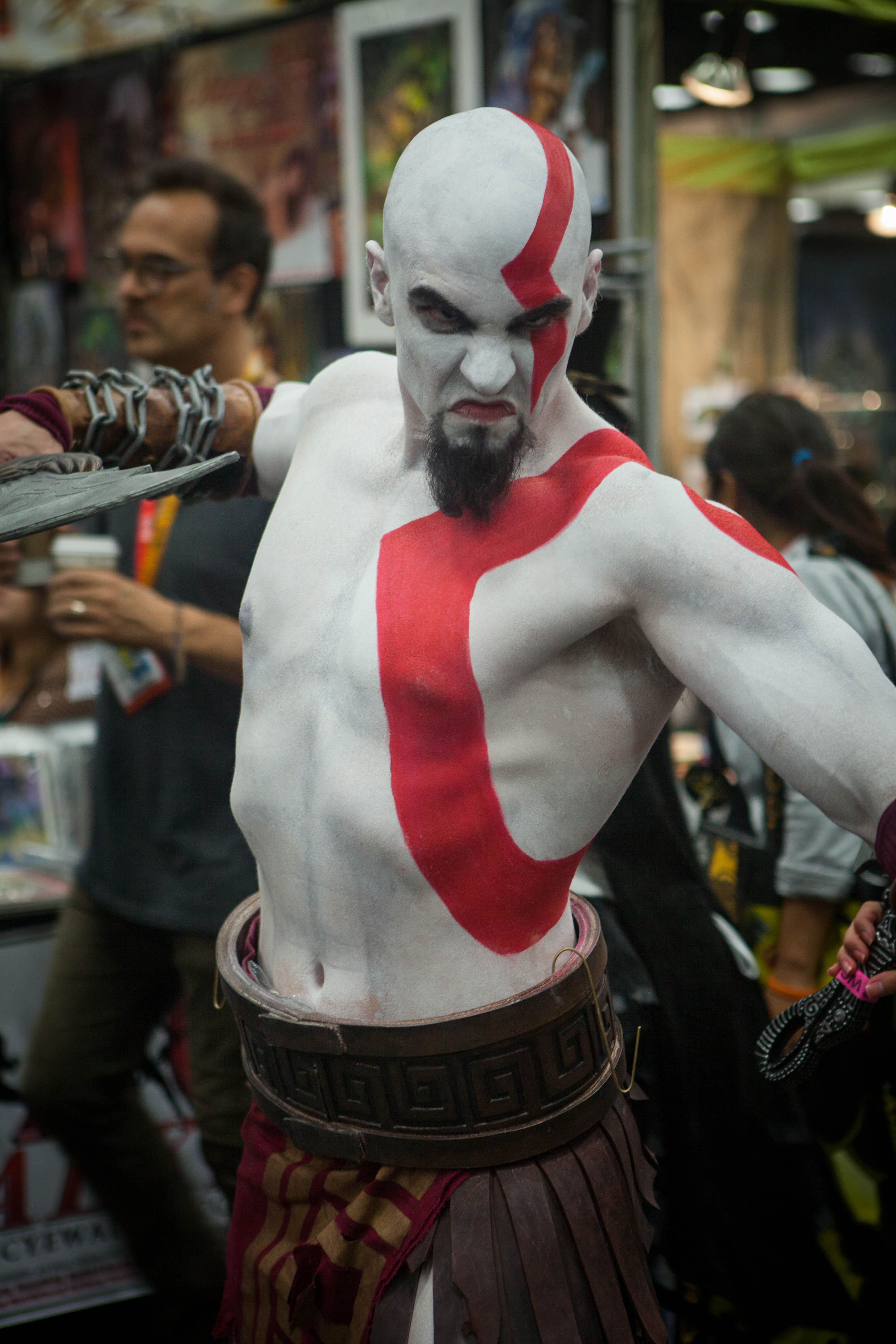
Cosplay Kratos

În această serie se încadrează și cea de-a 8-a parte intitulată doar God of War (2018). Acesta este un joc de tipul aventură-acțiune, dezvoltat de Santa Monica Studio și publicat de Sony Interactive Entertainment (SIE). Lansat la data de 20 aprilie 2018, jocul este disponibil exclusiv pe platforma consolei Play Station 4 (PS4). Este o continuare a jocului God of War III (apărut în 2010) și, spre deosebire de părțile anterioare, bazate în mare măsură pe mitologia greacă, respectiva poveste se inspiră din mitologia nordică, plasând acțiunea într-o Norvegie antică, în regatul Midgard (unul dintre cele 9 tărâmuri din mitologia nordică).
| Joc                            | GameRankings | Metacritic |
| ------------------------------ | ------------ | ---------- |
| God of War                     | 93.69%       | 94/100     |
| God of War II                  | 92.79%       | 93/100     |
| God of War: Betrayal           | 76.67%       | N/A        |
| God of War: Chains of Olympus  | 91.06%       | 91/100     |
| God of War Collection          | 90.62%       | 91/100     |
| God of War III                 | 92.63%       | 92/100     |
| God of War: Ghost of Sparta    | 87.40%       | 86/100     |
| God of War: Origins Collection | 86.70%       | 84/100     |
| God of War Saga                | N/A          | N/A        |
| God of War: Ascension          | 79.45%       | 80/100     |